# 魔物語 (アルバム)
『魔物語』（まものがたり、原題：Never for Ever）は、1980年9月8日に発売されたケイト・ブッシュの3枚目のアルバムである。

## 概要
最高位は全英第1位。イギリスの女性アーティストとして、全英アルバムチャートで初めて1位を獲得した作品である。
これまでの2枚のアルバムが、クラシック音楽やプログレッシブ・ロック（アート・ロック）の直接的な影響を強く感じさせるアコースティックものであったのに対して、このアルバムでは、前年に発売されたフェアライトCMIをはじめとする電子楽器が取り入れられ、より多彩なサウンドとなっている。
ブッシュ自身が初めて、ジョン・ケリーとともにプロデュースを担当した。
2018年、このアルバムを含む全音源が本人とジェームス・ガスリーによるリマスターで再発売されている。

## 収録曲
1. バブーシュカ - "Babooshka"
2. ディーリアス（夏の歌） - "Delius (Song of Summer)"
3. 死者たち - "Blow Away (For Bill)"
4. わずかな真実 - "All We Ever Look For"
5. エジプト - "Egypt"
6. ウエディング・リスト - "The Wedding List"
7. バイオリン - "Violin"
8. 少年の口づけ - "The Infant Kiss"
9. 木の精は夜の香り - "Night Scented Stock"
10. 夢みる兵士 - "Army Dreamers"
11. 呼吸 - "Breathing"